# WGE (DM Command)
WGE (WINDOW_GROW_ECHO)とは、アポロコンピュータ社のコンピュータに搭載されていたウィンドウシステム（ディスプレイマネージャ）で利用できた、制御コマンド『DMコマンド』の一つ。

## 概要
WGE コマンドは、ウインドウを，ラバーバンドを使用して拡大，縮小する。

## 利用法
WGE コマンドはウインドウの大きさを変更する。 WGE を用いてウインドウを拡大，縮小するには，ウインドウ内にカーソルを移動し WGE コマンドを使用する。（デフォル
トとしては，ロープロファイル・キーボードでは＜GROW＞コマンドが，880 キーボードでは CTRL/G が WGE コマンドを呼出す。） WGE コマンドを入力すると、拡大操作完了時のウインドウの大きさと形を示す、ラバーバンドが現れる。
ラバーバンドが要求する大きさと一致するまでカーソルを移動する。
DR;ECHO コマンド・シークエンスを使用するかまたは＜MARK＞を押して拡大操作を完了する。
ラバーバンドを使用した拡大操作は SQ コマンド（CTRL/X）で中断することができる。
WGE は引数やオプションを必要としない．